# Molineria
Molineria és un gènere de plantes de la família de les Hypoxidaceae, ordre Asparagales, classe Liliopsida, divisió Magnoliophyta.

## Taxonomia
- M. laevis (Brot.) Hackel
- M. minuta (L.) Parl.